# Sit (biljni rod)
Sit (sitinac, žuka vodena; lat. Juncus), kozmopolitski rod trajnica iz porodice sitovki, dio reda travolike. 
Na popisu je preko 330 vrsta raširenih po svim kontinentima. U Hrvatskoj oko 30 vrsta
Vrsta Juncus trifidus, trocjepi sit, sinonim je za Oreojuncus trifidus.

## Vrste
1. Juncus abortivus Chapm.
2. Juncus acuminatus Michx.
3. Juncus acutiflorus Ehrh. ex Hoffm., šiljastocvjetni sit
4. Juncus acutus L., oštri sit
5. Juncus aemulans Liebm.
6. Juncus alatus Franch. & Sav.
7. Juncus albescens (Lange) Fernald
8. Juncus alexandri L.A.S.Johnson
9. Juncus allioides Franch.
10. Juncus alpigenus K.Koch
11. Juncus alpinoarticulatus Chaix, sjevernjački sit
12. Juncus amabilis Edgar
13. Juncus amplifolius A.Camus
14. Juncus amuricus (Maxim.) V.I.Krecz. & Gontsch.
15. Juncus anatolicus Snogerup
16. Juncus anceps LaHarpe, dvosjekli sit
17. Juncus andersonii Buchenau
18. Juncus andinus Balslev
19. Juncus antarcticus Hook.
20. Juncus anthelatus (Wiegand) R.E.Brooks
21. Juncus arcticus Willd.
22. Juncus aridicola L.A.S.Johnson
23. Juncus articulatus L., člankoviti sit
24. Juncus astreptus L.A.S.Johnson
25. Juncus atratus Krock.
26. Juncus australis Hook.f.
27. Juncus austrobrasiliensis Balslev
28. Juncus baekdusanensis M.Kim
29. Juncus balticus Willd.
30. Juncus bassianus L.A.S.Johnson
31. Juncus batrachium Veldkamp
32. Juncus benghalensis Kunth
33. Juncus beringensis Buchenau
34. Juncus biflorus Elliott
35. Juncus biglumis L.
36. Juncus biglumoides H.Hara
37. Juncus bolanderi Engelm.
38. Juncus brachycarpus Engelm.
39. Juncus brachycephalus (Engelm.) Buchenau
40. Juncus brachyphyllus Wiegand
41. Juncus brachyspathus Maxim.
42. Juncus brachystigma Sam.
43. Juncus brasiliensis Breistr.
44. Juncus brevibracteus L.A.S.Johnson
45. Juncus brevicaudatus (Engelm.) Fernald
46. Juncus breviculmis Balslev
47. Juncus breweri Engelm.
48. Juncus bryoides F.J.Herm.
49. Juncus bryophilus Noltie
50. Juncus bufonius L., žablji sit
51. Juncus bulbosus L., tratinski sit
52. Juncus burkartii Barros
53. Juncus caesariensis Coville
54. Juncus caespiticius E.Mey.
55. Juncus canadensis J.Gay
56. Juncus capensis Thunb.
57. Juncus capillaceus Lam.
58. Juncus capillaris F.J.Herm.
59. Juncus capitatus Weigel, glavičasti sit (slanišni sit)
60. Juncus castaneus Sm.
61. Juncus cephalostigma Sam.
62. Juncus cephalotes Thunb.
63. Juncus chiapasensis Balslev
64. Juncus chlorocephalus Engelm.
65. Juncus chrysocarpus Buchenau
66. Juncus clarkei Buchenau
67. Juncus compressus Jacq., zbijeni sit
68. Juncus concinnus D.Don
69. Juncus concolor Sam.
70. Juncus confusus Coville
71. Juncus conglomeratus L., sivozeleni sit
72. Juncus continuus L.A.S.Johnson
73. Juncus cooperi Engelm.
74. Juncus cordobensis Barros
75. Juncus coriaceus Mack.
76. Juncus covillei Piper
77. Juncus crassistylus A.Camus
78. Juncus curtisiae L.A.S.Johnson
79. Juncus curvatus Buchenau
80. Juncus cyperoides Laharpe
81. Juncus debilis A.Gray
82. Juncus decipiens (Buchenau) Nakai
83. Juncus densiflorus Kunth
84. Juncus deosaicus Noltie
85. Juncus depauperatus Ten.
86. Juncus diastrophanthus Buchenau
87. Juncus dichotomus Elliott
88. Juncus diemii Barros
89. Juncus diffusissimus Buckley
90. Juncus digitatus C.W.Witham & Zika
91. Juncus distegus Edgar
92. Juncus dolichanthus L.A.S.Johnson
93. Juncus dongchuanensis K.F.Wu
94. Juncus dregeanus Kunth
95. Juncus drummondii E.Mey.
96. Juncus dubius Engelm.
97. Juncus dudleyi Wiegand
98. Juncus dulongjiangensis Novikov
99. Juncus durus L.A.S.Johnson & K.L.Wilson
100. Juncus duthiei (C.B.Clarke) Noltie
101. Juncus ebracteatus E.Mey.
102. Juncus echinocephalus Balslev
103. Juncus ecuadoriensis Balslev
104. Juncus edgariae L.A.S.Johnson & K.L.Wilson
105. Juncus effusus L., lepršavi sit
106. Juncus elbrusicus Galushko
107. Juncus elliottii Chapm.
108. Juncus emmanuelis A.Fern. & García
109. Juncus engleri Buchenau
110. Juncus ensifolius Wikstr.
111. Juncus equisetinus Proskur.
112. Juncus ernesti-barrosii Barros
113. Juncus exiguus (Fernald & Wiegand) Lint ex Snogerup & Zika
114. Juncus exsertus Buchenau
115. Juncus falcatus E.Mey.
116. Juncus fascinatus (M.C.Johnst.) W.M.Knapp
117. Juncus fauriei H.Lév. & Vaniot
118. Juncus fauriensis Buchenau
119. Juncus fernandez-carvajaliae Romero Zarco & Arán
120. Juncus filicaulis Buchenau ex Maiden & Betche
121. Juncus filiformis L., končasti sit
122. Juncus filipendulus Buckley
123. Juncus fimbristyloides Noltie
124. Juncus firmus L.A.S.Johnson
125. Juncus flavidus L.A.S.Johnson
126. Juncus fockei Buchenau
127. Juncus foliosus Desf.
128. Juncus fominii Zoz
129. Juncus fontanesii Gay, izvorišni sit
130. Juncus fugongensis S.Y.Bao
131. Juncus ganeshii Miyam. & H.Ohba
132. Juncus georgianus Coville ex Small
133. Juncus gerardi Loisel., slanišni sit
134. Juncus giganteus Sam.
135. Juncus glaucoturgidus Noltie
136. Juncus gonggae Miyam. & H.Ohba
137. Juncus gracilicaulis A.Camus
138. Juncus gracillimus (Buchenau) V.I.Krecz. & Gontsch.
139. Juncus greenei Oakes & Tuck.
140. Juncus gregiflorus L.A.S.Johnson
141. Juncus grisebachii Buchenau
142. Juncus guadeloupensis Buchenau & Urb.
143. Juncus gubanovii Novikov
144. Juncus gymnocarpus Coville
145. Juncus haenkei E.Mey.
146. Juncus hallii Engelm.
147. Juncus harae Miyam. & H.Ohba
148. Juncus heldreichianus T.Marsson ex Parl.
149. Juncus hemiendytus F.J.Herm.
150. Juncus heptopotamicus V.I.Krecz. & Gontsch.
151. Juncus hesperius (Piper) Lint
152. Juncus heterophyllus Dufour
153. Juncus himalensis Klotzsch
154. Juncus holoschoenus R.Br.
155. Juncus homalocaulis F.Muell.
156. Juncus hondurensis Procków
157. Juncus howellii F.J.Herm.
158. Juncus hybridus Brot.,  križani sit
159. Juncus hydrophilus Noltie
160. Juncus imbricatus Laharpe
161. Juncus inflexus L.,  metličasti sit
162. Juncus ingens N.A.Wakef.
163. Juncus interior Wiegand
164. Juncus jacquinii L.
165. Juncus jaxarticus V.I.Krecz. & Gontsch.
166. Juncus jinpingensis S.Y.Bao
167. Juncus kelloggii Engelm.
168. Juncus khasiensis Buchenau
169. Juncus kingii Rendle
170. Juncus kleinii Barros
171. Juncus krameri Franch. & Sav.
172. Juncus kraussii Hochst.
173. Juncus kuohii M.J.Jung
174. Juncus laccatus Zika
175. Juncus laeviusculus L.A.S.Johnson
176. Juncus leiospermus F.J.Herm.
177. Juncus leptospermus Buchenau
178. Juncus lesueurii Bol.
179. Juncus leucanthus Royle ex D.Don
180. Juncus leucomelas Royle ex D.Don
181. Juncus liebmannii J.F.Macbr.
182. Juncus littoralis C.A.Mey., obalni sit
183. Juncus llanquihuensis Barros
184. Juncus lomatophyllus Spreng.
185. Juncus longiflorus (A.Camus) Noltie
186. Juncus longii Fernald
187. Juncus longirostris Kuvaev
188. Juncus longistamineus A.Camus
189. Juncus longistylis Torr.
190. Juncus luciensis Ertter
191. Juncus luzuliformis Franch.
192. Juncus macrandrus Coville
193. Juncus macrantherus V.I.Krecz. & Gontsch.
194. Juncus macrophyllus Coville
195. Juncus marginatus Rostk.
196. Juncus maritimus Lam., primorski sit
197. Juncus maroccanus Kirschner
198. Juncus maximowiczii Buchenau
199. Juncus megacephalus M.A.Curtis
200. Juncus megalophyllus S.Y.Bao
201. Juncus meianthus L.A.S.Johnson ex K.L.Wilson
202. Juncus membranaceus Royle ex D.Don
203. Juncus mertensianus Bong.
204. Juncus micranthus Schrad.
205. Juncus microcephalus Kunth
206. Juncus milashanensis A.M.Lu & Zhi Y.Zhang
207. Juncus militaris Bigelow
208. Juncus minimus Buchenau
209. Juncus minutulus (Albert & Jahand.) Prain
210. Juncus miyiensis K.F.Wu
211. Juncus modicus N.E.Br.
212. Juncus mollis L.A.S.Johnson
213. Juncus mustagensis Miyam. & H.Ohba
214. Juncus nepalicus Miyam. & H.Ohba
215. Juncus nevadensis S.Watson
216. Juncus nodatus Coville
217. Juncus nodosus L.
218. Juncus novae-zelandiae Hook.f.
219. Juncus nupela Veldkamp
220. Juncus obliquus Adamson
221. Juncus occidentalis Wiegand
222. Juncus ochraceus Buchenau
223. Juncus ochrocoleus L.A.S.Johnson
224. Juncus orchonicus Novikov
225. Juncus orthophyllus Coville
226. Juncus oxycarpus E.Mey. ex Kunth
227. Juncus oxymeris Engelm.
228. Juncus pallescens Lam.
229. Juncus pallidus R.Br.
230. Juncus paludosus E.L.Bridges & Orzell
231. Juncus papillosus Franch. & Sav.
232. Juncus parryi Engelm.
233. Juncus patens E.Mey.
234. Juncus pauciflorus R.Br.
235. Juncus pelocarpus E.Mey.
236. Juncus perpusillus Sam.
237. Juncus persicus Boiss.
238. Juncus petrophilus Miyam.
239. Juncus phaeanthus L.A.S.Johnson
240. Juncus phaeocephalus Engelm.
241. Juncus pictus Steud.
242. Juncus planifolius R.Br.
243. Juncus polyanthemus Buchenau
244. Juncus polycephalus Michx.
245. Juncus potaninii Buchenau
246. Juncus prismatocarpus R.Br.
247. Juncus procerus E.Mey.
248. Juncus prominens (Buchenau) Miyabe & Kudô
249. Juncus przewalskii Buchenau
250. Juncus psammophilus L.A.S.Johnson
251. Juncus punctorius L.f.
252. Juncus pusillus Buchenau
253. Juncus pygmaeus Rich., patuljasti sit
254. Juncus pylaei Laharpe
255. Juncus radula Buchenau
256. Juncus ramboi Barros
257. Juncus ranarius Songeon & E.P.Perrier
258. Juncus ratkowskyanus L.A.S.Johnson
259. Juncus rechingeri Snogerup
260. Juncus regelii Buchenau
261. Juncus remotiflorus L.A.S.Johnson
262. Juncus repens Michx.
263. Juncus requienii Parl.
264. Juncus revolutus R.Br.
265. Juncus rigidus Desf.
266. Juncus roemerianus Scheele
267. Juncus rohtangensis Goel & Aswal
268. Juncus rugulosus Engelm.
269. Juncus rupestris Kunth
270. Juncus salsuginosus Turcz.
271. Juncus sandwithii Lourteig
272. Juncus sarophorus L.A.S.Johnson
273. Juncus saximontanus A.Nelson
274. Juncus scabriusculus Kunth
275. Juncus scheuchzerioides Gaudich.
276. Juncus scirpoides Lam.
277. Juncus secundus P.Beauv. ex Poir.
278. Juncus semisolidus L.A.S.Johnson
279. Juncus setchuensis Buchenau
280. Juncus sherei Miyam. & H.Ohba
281. Juncus sikkimensis Hook.f.
282. Juncus socotranus (Buchenau) Snogerup
283. Juncus sonderianus Buchenau
284. Juncus soranthus Schrenk
285. Juncus sorrentinii Parl.
286. Juncus sparganiifolius Boiss. & Kotschy ex Buchenau
287. Juncus spectabilis Rendle
288. Juncus sphacelatus Decne.
289. Juncus sphaerocarpus Nees
290. Juncus spumosus Noltie
291. Juncus squarrosus L., grubi sit
292. Juncus stenopetalus Adamson
293. Juncus stipulatus Nees & Meyen
294. Juncus striatus Schousb. ex E.Mey.
295. Juncus stygius L.
296. Juncus subcaudatus (Engelm.) Coville & S.F.Blake
297. Juncus subglaucus L.A.S.Johnson
298. Juncus subnodulosus Schrank, tupocvjetni sit
299. Juncus subsecundus N.A.Wakef.
300. Juncus subtilis E.Mey.
301. Juncus subulatus Forssk.
302. Juncus subulitepalus Balslev
303. Juncus supiniformis Engelm.
304. Juncus taonanensis Satake & Kitag.
305. Juncus tenageia Ehrh. ex L.f., pješčarski sit
306. Juncus tenuis Willd., nježni sit
307. Juncus texanus (Engelm.) Coville
308. Juncus textilis Buchenau
309. Juncus thomasii Ten.
310. Juncus thompsonianus L.A.S.Johnson
311. Juncus thomsonii Buchenau
312. Juncus tiehmii Ertter
313. Juncus tingitanus Maire & Weiller
314. Juncus tobdeniorum Noltie
315. Juncus torreyi Coville
316. Juncus trachyphyllus Miyam. & H.Ohba
317. Juncus tracyi Rydb.
318. Juncus trichophyllus W.W.Sm.
319. Juncus triformis Engelm.
320. Juncus triglumis L.
321. Juncus trigonocarpus Steud.
322. Juncus trilocularis Zika
323. Juncus turkestanicus V.I.Krecz. & Gontsch.
324. Juncus tweedyi Rydb.
325. Juncus uncialis Greene
326. Juncus uniflorus W.W.Sm.
327. Juncus uruguensis Griseb.
328. Juncus usitatus L.A.S.Johnson
329. Juncus vaginatus R.Br.
330. Juncus validus Coville
331. Juncus valvatus Link
332. Juncus vaseyi Engelm.
333. Juncus venturianus Castillón
334. Juncus virens Buchenau
335. Juncus wallichianus J.Gay ex Laharpe
336. Juncus xiphioides E.Mey.
337. Juncus yui S.Y.Bao
338. Juncus ×alpiniformis Fernald
339. Juncus ×brueggeri Domin
340. Juncus ×correctus Steud.
341. Juncus ×degenianus Boros
342. Juncus ×diffusus Hoppe
343. Juncus ×donyanae Fern.-Carv.
344. Juncus ×fallax Trab.
345. Juncus ×fulvescens Fernald
346. Juncus ×gracilescens F.J.Herm. ex Wadmond
347. Juncus ×haussknechtii Ruhmer
348. Juncus ×inundatus Drejer
349. Juncus ×lancastriensis Stace
350. Juncus ×langii Erdner
351. Juncus ×lemieuxii B.Boivin
352. Juncus ×montellii Vierh.
353. Juncus ×montserratensis Marcet
354. Juncus ×murbeckii Sagorski
355. Juncus ×nodosiformis Fernald
356. Juncus ×obotritorum Rothm.
357. Juncus ×oronensis Fernald
358. Juncus ×royeri P.E.Fourn.
359. Juncus ×ruhmeri Asch. & Graebn.
360. Juncus ×rusguniensis Trab. ex Maire
361. Juncus ×sallandiae Corporaal & Schaminée
362. Juncus ×stuckeyi M.Reinking
363. Juncus ×valbrayi Lév.